# Chung Ho-sung
Dans ce nom coréen, le nom de famille, Chung, précède le nom personnel.
Pour les articles homonymes, voir Chung.
Chuong Ho-seung (hangeul : 정호승) est un auteur poète sud-coréen né le 3 janvier 1950 dans le Gyeongsangnam-do,. 

## Biographie
Né dans la province de Gyeongsangnam-do le 3 janvier 1950, Cheong Ho-seung a grandi à Daegu, et est diplômé en littérature coréenne de l'université Kyung Hee. La même année, il a commencé à travailler pour la revue littéraire Anti-poésie et en 1982 il publie son premier roman Cérémonie commémorative pour les morts (Wiryeongje). Il a remporté le prix littéraire Dongseo en 1997, le Prix de poésie Sowol en 1988, le Prix Jeong Ji-yong en 2000 et le prix Gongcho en 2011.

## Œuvre
Les thèmes de Chung comprennent les divisions sociales, la pauvreté et l'aliénation, mais son travail présente ces thèmes avec un grand lyrisme et beaucoup d'innocence qui l'éloigne des textes plus durement critiques. Chung se concentre volontairement sur la souffrance avec l'espoir que de cet espoir suscite de nouveaux rêves permettant un avenir plus prospère. Le poète décrit aussi le ressentiment et l'hostilité présent dans le cœur des agriculteurs et des travailleurs déracinés dans une société sud-coréenne rapidement urbanisée, tout en présentant leurs tentatives pour résister et surmonter leurs conditions de vie. Chung se veut être un écrivain pour les masses, faisant l'éloge des gens ordinaires pour leur attitude volontaire et courageuse et les aide à croire en un avenir meilleur à travers ses poèmes. 
Le style de Chung est un style familier, que l'on peut retrouver dans les chansons ou dans les ballades populaires. Ces poèmes ont le rythme des chants populaires en Corée. Deuxièmement, son vocabulaire est choisi pour sa nature émotive. Enfin, il prend comme contexte le quotidien des Coréens et en fait des histoires romancées. 

## Distinction
- 1997 : Prix littéraire Seo Dong
- 1998 : Prix de poésie Sowol
- 2000 : Prix Jeong Ji-yong pour 하늘의 그물 Filet du ciel [4]
- 2011 : Prix Gongcho [5]